# هربرت هيل (لاعب كرة قدم أسترالية)
هربرت هيل (بالإنجليزية: Herbert Hill)‏ هو لاعب كرة قدم أسترالية أسترالي، ولد في 28 نوفمبر 1887، وتوفي في 24 أغسطس 1955.

## وصلات خارجية
- هربرت هيل على موقع AustralianFootball.com (الإنجليزية)
- هربرت هيل على موقع AFLtables.com (الإنجليزية)